# تنورین، حمص
تنورین (به عربی: تنورین) یک روستا در سوریه است که در استان حمص واقع شده‌است. تنورین ۴۸۴ نفر جمعیت دارد.